# Expedició 17
L'Expedició 17 va ser la dissetena estada de llarga durada a l'Estació Espacial Internacional.
Els primers dos tripulants, Serguei Vólkov, i Oleg Kononenko van ser llançats el 8 d'abril de 2008, a bord del Soiuz TMA-12. Un cop a bord de l'estació, es van unir amb en Garrett Reisman, que va ser transferit de l'Expedició 16 per unir-se a la tripulació de l'Expedició 17.
Reisman va ser substituït per Gregory Chamitoff, que es va enlairar a bord del Transbordador Espacial Discovery en la missió STS-124 del 31 de maig de 2008. Vólkov i Kononenko van aterrar amb seguretat el 24 d'octubre de 2008, mentre que Chamitoff van romandre a bord de l'estació com a membre de la tripulació de l'Expedició 18.

## Tripulació
| Posició           | Primera Part (Abril de 2008 a juny de 2008)                        | Segona Part (Juny de 2008 a octubre de 2008) |
| ----------------- | ------------------------------------------------------------------ | -------------------------------------------- |
| Comandant         | Sergei Vólkov, RSA Primer vol espacial                             |                                              |
| Enginyer de vol 1 | Oleg Kononenko, RSA Primer vol espacial Comandant del Soiuz TMA-12 |                                              |
| Enginyer de vol 2 | Garrett Reisman, NASA Primer vol espacial                          | Gregory Chamitoff, NASA Primer vol espacial  |

- Sergei Vólkov, amb 35 anys, fou la persona més jove en dirigir l'ISS.[2]
- Garrett Reisman va ser el primer resident jueu de l'ISS.[3]
- Gregory Chamitoff va ser el primer tripulant a portar bagels a l'estació; tres bosses de 18 bagels de llavors de sèsam.[4][5]
- Reisman es va enlairar a l'estació en el STS-123 al març, que va ser durant el vol espacial de l'Expedició 16. Va aterrar amb el STS-124.
- Chamitoff es va enlairar cap a l'estació en el STS-124 del juny, i es va quedar amb l'Expedició 18, sortint de l'estació en el STS-126 al novembre.

### Tripulació de reserva
- Maksim Surayev - Comandant - RSA (per en Vólkov)
- Oleg Skrípotxka - Enginyer de vol - RSA (per en Kononenko)
- Timothy Kopra - Enginyer de vol - NASA (per en Chamitoff)